# Darja Radić
Darja Radić (ur. 7 grudnia 1965 w Jesenicach) – słoweńska ekonomistka i polityk.

## Życiorys
Studiowała na Wydziale Ekonomii na Uniwersytecie Lublańskim. W 2001 roku ukończyła studia magisterskie. W latach 1989–1994 pracowała w Urzędzie Gminy Jesenice, a potem w firmie budowlanej Grosuplje. Od początku 1999 do 2001 roku była dyrektorem Instytutu Promocji i Rozwoju Turystyki w gminie Kranjska Gora. Potem pracowała jako podsekretarz stanu i szef sektora turystyki, a następnie jako sekretarz i szef działu turystyki w Ministerstwie Gospodarki Republiki Słowenii. Potem nastąpił okres przejściowy, kiedy pracowała w UP Turistica w Portorožu. W listopadzie 2008 roku została mianowana sekretarzem stanu w Ministerstwie Gospodarki, a w lipcu 2010 roku ministrem gospodarki. Funkcję tę pełniła do rezygnacji w czerwcu 2011 roku, gdy partia odeszła z koalicji. 11 września 2010 roku została wybrana wiceprezesem partii Zares na trzyletnią kadencję. Z listy tej partii startowała w wyborach parlamentarnych w 2011 roku. W 2014 roku, gdy dotychczasowy prezes Pavel Gantar zrezygnował z powodu złych wyników w wyborach do parlamentu europejskiego Darja Radić do momentu przeprowadzenia zjazdu stanęła na czele partii. Obowiązki pełniła do jej samorozwiązania w 2015 roku.